# オーシャンズTV
『オーシャンズTV』（オーシャンズティービー）は、東海テレビで毎月第1・3火曜 25:10 - 25:40に放送されていた、プロフットサルクラブの名古屋オーシャンズを題材にした番組である。
元々東海テレビではフットサルをテーマにした『コラソン』という番組が放送されていたが（後に『FutsalTV』と改題）、日本初となる社会人フットサル全国リーグ「日本フットサルリーグ」（Fリーグ）が開幕することから、放送エリアに拠点を置く名古屋オーシャンズを応援する番組として放送が始まった。番組は主に、名古屋オーシャンズの様々な情報や選手によるテクニックや戦術の解説などを放送。収録はテバオーシャンアリーナで行われている。

## 歴史
- 2007年9月4日 - 放送開始。初回放送は55分のスペシャル版。
- 2010年2月10日 - オーシャンズ優勝&リーグ3連覇を記念し、放送時間を60分に拡大。Fリーグ24節の名古屋対北海道の試合を録画中継で放送した。解説：相根澄（JFAアンバサダー）、実況：小田島卓生。
- 2013年9月17日 - 番組終了

## 出演者
- 杉山真一 - 東海テレビアナウンサー。2009年1月からメインパーソナリティを務めた。
- 赤と黒 - 女性お笑いコンビ。2008年12月までメインパーソナリティを務めた。
- 高須みほ - モデル。2011年4月からアシスタントを務めた。
- 上矢りせ - モデル。2009年1月から2011年3月までアシスタントを務めた。
- 名古屋オーシャンズの選手や監督など